# Огради
Огради (словац. Ohrady) — село в окрузі Дунайська Стреда Трнавського краю Словаччини. Площа села 14,77 км². Станом на 31 грудня 2015 року в селі проживало 1252 жителі.

## Історія
Перші згадки про село датуються 1252 роком.

## Географія
Протікає Клатовський рукав.

## Населення
| Рік:            | 1994. | 2004.   | 2014.   | 2024.   |
| --------------- | ----- | ------- | ------- | ------- |
| Кількість осіб: | 1157  | 1179    | 1250    | 1362    |
| Різниця:        |       | +1,90 % | +6,02 % | +8,96 % |

| Рік:            | 2023. | 2024.   |
| --------------- | ----- | ------- |
| Кількість осіб: | 1356  | 1362    |
| Різниця:        |       | +0,44 % |